# ジョージ・チャールズ・ウォーリッチ
ジョージ・チャールズ・ウォーリッチ（George Charles Wallich 、1815年11月16日 - 1899年3月31日）は、イギリスの医師、海洋生物学者である。

## 略歴
インドのコルカタで生まれた。父親はデンマーク生まれで、イギリスに帰化し、カルカッタ植物園の園長も務めた、ナサニエル・ウォーリッチである。1834年にエディンバラ大学で医学の博士号を得た後、1857年までインド医療団（Indian Medical Service）で働いた後イギリスに戻った。トマス・ヘンリー・ハクスリーやチャールズ・ワイヴィル・トムソンに海洋生物の知識を認められて、1860年に電信ケーブル敷設経路の探索のために深海調査を行った軍艦ブルドッグ号（H.M.S. Bulldog）の北大西洋の航海に博物学者として乗船し、深海の生物を調査した。航海の記録を"The North Atlantic Sea - Bed; comprising a diary of the voyage on board H. M. S. Bulldog, in 1860, and observations on the presence of animal life, and the formation and nature of organic deposits, at great depths in the ocean." (1862)として発表した。
1898年にロンドン・リンネ協会からリンネ・メダルを受賞した。